# Orthogenium
Orthogenium is een geslacht van kevers uit de familie van de loopkevers (Carabidae). De wetenschappelijke naam van het geslacht is voor het eerst geldig gepubliceerd in 1835 door Chaudoir.

## Soorten
Het geslacht Orthogenium is monotypisch en omvat slechts de volgende soort:
- Orthogenium femorale Chaudoir, 1835